# 蕨形管巢蛛
蕨形管巢蛛（学名：Clubiona filicata）为管巢蛛科管巢蛛属的动物。分布于印度以及中国大陆的福建等地。该物种的模式产地在印度。